# Pachylopus rossi
Pachylopus rossi är en skalbaggsart som beskrevs av Kovarik, Verity in Kovarik, Verity och Mitchell 1999. Pachylopus rossi ingår i släktet Pachylopus och familjen stumpbaggar. Inga underarter finns listade i Catalogue of Life.